# Sariola
Sariola er et gothic metal-band fra Tyskland og Rusland. Det blev dannet af guitaristen E. Konny og Anagnorisis i 2005. Den følgende april udgav de deres debutalbum "Sphere of Thousand Sunsets". Deres musik er beskrevet som black metal, symphonic metal og nogen gange af medierne som gothic metal. 

## Medlemmer

### Nuværende
- Loreley Mrs. V von Rhein – Vokal
- Anagnorisis – Guitar
- E. Konny – Guitar
- Morgan le Fay – Keyboard
- Ablaz – Bas
- Morbod – Drums

### Tidligere
- Silenia Tyrvenis – Vokal
- Alisa – Vokal
- Kira – Vokal

## Diskografi

### Studiealbums
- Sphere of Thousand Sunsets (2006)
- From The Dismal Sariola (2008)